# Matthew Shepard
Matthew Wayne Shepard, född 1 december 1976 i Casper i Wyoming, död 12 oktober 1998 i Fort Collins i Colorado, var en amerikansk student vid University of Wyoming. Han blev rånad, förd till prärien, där två gärningsmän band fast honom vid ett staket, och därefter misshandlad och torterad till döds. Dådet skedde nära Laramie, Wyoming.
Shepard var homosexuell, och mycket av mediernas rapportering vid tiden kring dådet handlade om vilken roll Shepards sexuella orientering hade spelat för motivet; det kom att bli det mest ökända hatbrottet mot homosexuella i amerikansk historia. Åklagaren argumenterade för att motivet var girighet, men advokaten för den ena gärningsmannen menade att rånet övergick till mord efter att Shepard hade gjort sexuella närmanden. Den andra gärningsmannen gjorde upp med åklagaren genom att erkänna mord och kidnappning för att undvika dödsstraff.
2013 publicerades Stephen Jimenez bok The Book of Matt som beskrev att Shepard och gärningsmännen kände varandra sedan tidigare och drog slutsatsen att det snarare handlade om ett drogrelaterat rån än ett hatbrott.

## Biografi

### Bakgrund
Matthew Shepard föddes 1976 i Casper, Wyoming. Han var den äldste av två söner till Dennis Shepard och Judy, född Peck. Hans yngre bror Logan föddes 1981. De två bröderna hade ett nära förhållande. Shepard gick på Crest Hill Elementary School, Dean Morgan Junior High School och Natrona County High School under sin tidigaste skolgång. Som barn var han "vänlig mot alla sina klasskamrater", men han blev retad på grund av sin låga kroppsvikt och brist på muskler. Han blev intresserad av politik i tidig ålder.
Saudiska Aramco anställde hans far sommaren 1994, och Shepards föräldrar bodde därefter i ett bostadsläger som Aramco hade i Zahran i Saudiarabien. Under den tiden gick Shepard på American School i Schweiz (TASIS), från vilken han tog examen i maj 1995. Där deltog han i teater och läste kurser i tyska och italienska. Han gick sedan på Catawba College i North Carolina och Casper College i Wyoming, innan han bosatte sig i Denver, Colorado. Shepard läste en förstaårs statsvetenskaplig kurs vid University of Wyoming i Laramie med en kurs i språk som biämne, och valdes som studentrepresentant för Wyoming Environmental Council.
Shepard var medlem i Episkopalkyrkan. Han beskrevs av sin far som "en optimistisk och accepterande ung man som hade en speciell gåva att relatera till nästan alla. Han var den typ av person som var mycket lättillgänglig och alltid sökte upp nya utmaningar. Matthew hade en stor passion för jämlikhet, och stod alltid upp för att acceptera människors olikheter." Michele Josue, som hade varit Shepards vän och senare gjort en dokumentärfilm om honom, beskrev honom som "en varmhjärtad och snäll person."
1995 blev Shepard misshandlad och våldtagen under en gymnasieresa till Marocko. Detta fick honom att uppleva depression och panikattacker, enligt hans mor. En av Shepards vänner fruktade att hans depression hade drivit honom att bli involverad i droger under sin tid på college. Flera gånger var Shepard på sjukhus på grund av sin kliniska depression och sina självmordstankar.

### Mordet
Natten den 6 oktober 1998 kontaktades Shepard av Aaron McKinney och Russell Henderson på Fireside Lounge i Laramie. Alla tre männen var i 20-årsåldern.  McKinney och Henderson bestämde sig för att åka hem till Shepard och råna honom. Där hämtade de honom och körde till ett avlägset område på landsbygden och fortsatte att råna honom och slå honom med en pistol och tortera honom. De band fast honom i ett taggtrådsstängsel och lämnade honom att dö. Många mediarapporter innehöll den skriftliga redogörelsen för pistolslagningen och hans sönderslagna skalle. Rapporter beskrev hur Shepard blev så brutalt slagen att hans ansikte var helt täckt av blod, förutom där blodet hade sköljts bort av hans tårar.
Angriparnas flickvänner vittnade om att varken McKinney eller Henderson var påverkad av alkohol eller andra droger vid tiden för attacken. McKinney och Henderson vittnade om att de fick veta Shepards adress och avsåg att stjäla från hans hem också. Efter att ha attackerat Shepard och lämnat honom bunden till staketet i sträng kyla återvände McKinney och Henderson till staden. McKinney började slåss med två spansktalande ungdomar, Emiliano Morales och Jeremy Herrara. Slagsmålet resulterade i huvudskador för både Morales och McKinney. Polisen Flint Waters anlände till bråket. Han arresterade Henderson, undersökte McKinneys lastbil och hittade en blodindränkt pistol tillsammans med Shepards skor och kreditkort. Henderson och McKinney försökte senare övertala sina flickvänner att tillhandahålla alibi för dem och hjälpa dem att undanröja bevis.
Reggie Fluty, den första polisen som anlände till platsen, hittade Shepard levande men täckt av blod. De medicinska handskar som hon fått av Albany County Sheriff's Department var felaktiga. Hon bestämde sig för att använda sina bara händer för att rensa luftvägarna i Shepards blodiga mun. En dag senare informerades hon om att Shepard var hiv-positiv och att hon kunde ha blivit utsatt för viruset på grund av skärsår på händerna. Efter att gått på behandling i flera månader testade hon negativt för hiv. Judy Shepard skrev senare att hon fick veta om sin sons hiv-status medan han låg döende på sjukhuset.
Shepard transporterades först till Ivinson Memorial Hospital i Laramie innan han flyttades till den mer avancerade traumaavdelningen på Poudre Valley Hospital i Fort Collins, Colorado. Han hade fått frakturer på baksidan av huvudet och framför sitt högra öra. Han hade en allvarlig hjärnstamskada, vilket påverkade kroppens förmåga att reglera hans hjärtfrekvens, kroppstemperatur och andra vitala funktioner. Det fanns också ungefär ett dussin små sprickor runt hans huvud, ansikte och hals. Hans skador ansågs vara för allvarliga för att läkare skulle kunna operera. Shepard återfick aldrig medvetandet när han låg på livsuppehållande behandling. Medan han låg på intensivvård dagarna efter attacken tändes levande ljus över hela världen.
Shepard förklarades död sex dagar efter attacken kl 12:53 den 12 oktober 1998. Han var då 21 år.

### Eftermäle
Under åren efter sin sons död har Judy Shepard arbetat som förespråkare för HBT-rättigheter, särskilt frågor som rör homosexuell ungdom. Hon var en drivande kraft bakom Matthew Shepard Foundation, som hon och hennes man Dennis grundade i december 1998.
Gayrättighetsaktivisten John Stoltenberg har sagt att när Shepard beskrivs som ett gaymisshandelsoffer är det att presentera en ofullständig redogörelse för händelserna: "Att hålla Matthew som affischpojke för homosexuella hatbrott och ignorera hela tragedin i hans berättelse har stått på dagordningen för många gayrörelseledare. Att ignorera tragedierna i Matthews liv före hans mord kommer inte att hjälpa andra unga män i vårt samhälle som säljs för sex, härjas av droger och i allmänhet utnyttjas."
I juni 2019 var Shepard en av de femtio amerikanska "pionjärerna, banbrytarna och hjältarna" som infördes på National LGBTQ Wall of Honor inom Stonewall National Monument (SNM) i New York Citys Stonewall Inn. SNM är det första amerikanska nationella monumentet tillägnad HBTQ-rättigheter och historia, och avtäckningen av muren var bestämd att hållas på 50-årsdagen av Stonewallupproret och muren skulle avtäckas på 50-årsdagen av Stonewallupproret.

## Efterspel

### Häktning och rättegång
McKinney och Henderson häktades och anklagades ursprungligen för mordförsök, kidnappning och grovt rån. Efter Shepards död uppgraderades anklagelserna från mordförsök till första gradens mord, vilket innebar att de två tilltalade riskerade dödsstraff. Deras flickvänner Kristen Price och Chasity Pasley anklagades för att ha skyddat brottslingar. Vid McKinneys domstolsförhandling i november 1998 vittnade assistent Rob Debree att McKinney i en intervju den 9 oktober att han och Henderson hade identifierat Shepard som ett lämpligt rånoffer och låtsades vara homosexuella för att locka honom ut till sin lastbil. McKinney hade attackerat Shepard sedan denne hade lagt handen på hans knä. Polisen Ben Fritzen vittnade om att Price uppgav att McKinney berättade för henne att våldet mot Shepard utlöstes av vad McKinney "[tyckte] om homosexualitet".
I december 1998 erkände Pasley sig skyldig till att ha skyddat brottslingar efter det som var ett första gradens mord. Den 5 april 1999 undvek Henderson att gå till rättegång genom att erkänna sig skyldig till anklagelser om mord och kidnappning. För att undvika dödsstraff gick han med på att vittna mot McKinney och dömdes av distriktsdomaren Jeffrey A. Donnell till två livstidsperioder i rad. Vid Hendersons rättegång hävdade hans advokat att Shepard inte hade blivit angripen för att han var homosexuell.
Rättegången mot McKinney ägde rum i oktober och november 1999. Åklagaren Cal Rerucha hävdade att McKinney och Henderson låtsades vara homosexuella för att vinna Shepards förtroende. Price, McKinneys flickvän, vittnade om att Henderson och McKinney hade "låtsat att de var homosexuella för att få [Shepard] i lastbilen och råna honom." McKinneys advokat framhöll att hans klient hade handlat i panik när han blev sexuellt antastad av Shepley. Detta påstående avvisades av domaren. McKinneys advokat uppgav att de två männen ville råna Shepard men aldrig avsåg att döda honom. Rerucha hävdade att mordet hade varit avsiktligt, drivet av "girighet och våld" snarare än av Shepards sexuella läggning. Juryn fann McKinney inte skyldig till mord, fann honom skyldig till medhjälp till mord, och övervägde dödsstraff. Shepards föräldrar mäklade i frågan, och resultatet blev att McKinney fick två livstidsperioder i följd utan möjlighet till prövning. Henderson och McKinney fängslades i Wyoming State Penitentiary i Rawlins och överfördes senare till andra fängelser på grund av överbeläggning.

### Jordfästningi Washington National Cathedral
Den 26 oktober 2018, drygt 20 år efter sin död, jordfästes Shepards aska vid kryptan i Washington National Cathedral. Ceremonin leddes av den första öppet homosexuella biskopen Gene Robinson och biskopen i Washington, Mariann Budde. Musik framfördes av Gay Men's Chorus i Washington DC, GenOUT och Conspirare, som framförde Craig Hella Johnsons Considering Matthew Shepard. Hans jordfästning var den första där en nationellt känd persons aska begravdes vid katedralen sedan Helen Kellers jordfästning 50 år tidigare.

### Anti-homosexuella protester
Medlemmar av kyrkan Westboro Baptist Church, ledd av Fred Phelps, anordnade anti-homosexuella protester under rättegångarna mot Henderson och McKinney. Som svar organiserade Romaine Patterson, en av Shepards vänner, en grupp som samlades i en cirkel runt Westboro Baptist Church-demonstranterna. Gruppen hade vita kläder och gigantiska vingar (de liknade änglar) och blockerade demonstranterna. Trots detta kunde Shepards föräldrar fortfarande höra demonstranterna skrika anti-homosexuella kommentarer och kommentarer riktade till dem. Polisen ingrep och skapade en mänsklig barriär mellan de två grupperna. Angel Action grundades av Patterson i april 1999.
Kristna grupper har utnyttjat mordet för sina syften, exempelvis Westboro Baptist Church.

### Senare rapportering

#### 20/20 2004
Mordet på Shepard fortsatte att locka allmänhetens uppmärksamhet och medietäckning långt efter att rättegången var över. År 2004 sände ABC News nyhetsprogram 20/20 en rapport som citerade uttalanden av McKinney, Henderson, Price, Rerucha och en ledande utredare. Uttalandena påstod att mordet inte hade motiverats av Shepards sexualitet utan i första hand var ett drogrelaterat rån som hade blivit våldsamt. Price sa att hon hade ljugit för polisen om att McKinney hade provocerats av ett oönskat sexuellt närmande från Shepard och berättade för TV-journalisten Elizabeth Vargas, "Jag tror inte att det var ett hatbrott alls."  Rerucha sa "Det var ett mord som återigen drevs av droger."

#### The Book of Matt2013
Stephen Jimenez, producent av segmentet 20/20 2004, fortsatte med att skriva en bok, The Book of Matt: Hidden Truths About the Murder of Matthew Shepard, som publicerades i september 2013. Enligt boken hade Shepard och McKinney varit tillfälliga sexpartners och Shepard var metamfetaminförsäljare.

#### The Free Press2024
Ben Kawaller besökte Laramie 2024 och intervjuade flera personer. Han skrev en artikel för The Free Press, släppte en minidokumentär, och intervjuades av Bari Weiss.

### Film, litteratur och sånger om mordet
Tre filmer har gjorts om händelsen: The Laramie Project (från början en teaterpjäs), The Matthew Shepard Story och Anatomy of a Hate Crime. Bandet Trivium har gjort en låt om mordet på Matthew Shepard: And Sadness Will Sear. Den amerikanska musikern Sage Francis nämner även Matthew Shepard i stycket That Ain't Right. Låten God Loves Everyone av den kanadensiske singer-songwritern Ron Sexsmith skrevs till följd av mordet. Transpersonen Ryan Cassata har även han skrivit en låt där Matthew Shepard nämns: Hands of hate.
År 2009 skrev Shepards mor Judy Shepard boken The Meaning of Matthew: My Son's Murder in Laramie, and a World Transformed.

## Lagstiftning om hatbrott

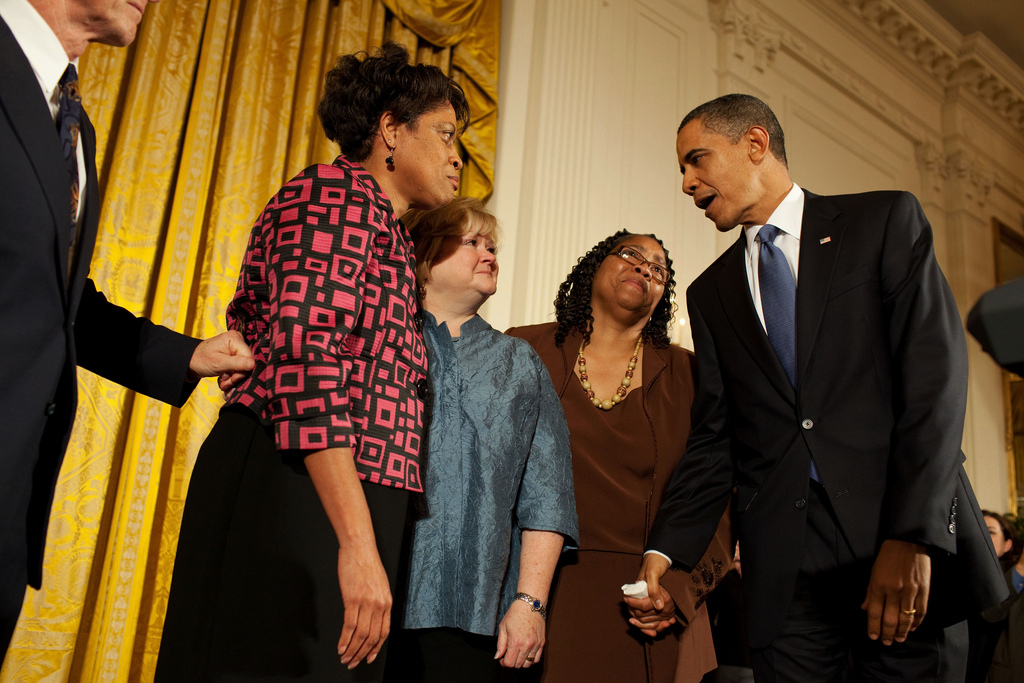
President Barack Obama hälsar på Louvon Harris, vänster, Betty Byrd Boatner, höger, båda systrar till James Byrd Jr., och Judy Shepard vid en mottagning till minne av antagandet av Matthew Shepard and James Byrd Jr. Hate Crimes Prevention Act.

Enligt gällande federala lag och staten Wyomings lag kunde brott som begåtts på grundval av sexuell läggning inte åtalas som hatbrott.
Några timmar efter att Shepard upptäcktes började hans vänner Walt Boulden och Alex Trout kontakta medieorganisationer och hävdade att Shepard hade attackerats för att han var homosexuell. Enligt åklagaren Cal Rerucha, "De ringde länsadvokatens kontor, de ringde media och berättade att "Matthew Shepard är gay och vi vill inte att det faktum att han är gay ska gå obemärkt förbi." Tina Labrie, en nära vän till Shepard, sade "[Boulden och Trout] ville göra [Matt] till ett affischnamn för sin sak". Boulden kopplade attacken till frånvaron av en lagstiftning i Wyoming som föreskriver att hatbrott är åtalbart.
I den följande sessionen i Wyoming Legislature infördes ett lagförslag som definierade vissa attacker motiverade av offrets sexuella läggning som hatbrott. Åtgärden misslyckades med rösterna 30-30 i Wyomings representanthus.
President Bill Clinton förnyade försöken att utvidga den federala lagstiftningen om hatbrott till att omfatta homosexuella, kvinnor och personer med funktionsnedsättning. En lag avsedd att förebygga hatbrott infördes i både USA:s senat och USA:s representanthus i november 1997 och återinfördes i mars 1999, men antogs endast av senaten i juli 1999. I september 2000 antog kongressen en sådan lagstiftning; dock avlägsnades den i konferenskommittén.
Den 20 mars 2007 infördes Matthew Shepard och James Byrd Jr. Hate Crimes Prevention Act (H.R. 1592) som federal lagstiftning i den amerikanska kongressen, av demokraten John Conyers. Shepards föräldrar deltog i introduktionsceremonin. Lagförslaget passerade representanthuset den 3 maj 2007. Liknande lagstiftning antogs i senaten den 27 september 2007, men dåvarande president George W. Bush sade att han skulle lägga in veto mot lagstiftningen om den nådde hans skrivbord. Den demokratiska ledningen släppte ändringsförslaget som svar på motstånd från konservativa grupper och Bush, och eftersom åtgärden var knuten till en försvarsproposition saknades stöd från antikrigsdemokrater. Den 10 december 2007 bifogade kongressen lagstiftningen om hatbrott till ett lagförslag om en authorization bill, fast detta misslyckades. Nancy Pelosi, representanthusets talman, sade att hon "fortfarande är fast besluten att få Matthew Shepard-lagen godkänd". Pelosi planerade att få lagen godkänd i början av 2008, men hon lyckades inte. Efter sitt val till president uppgav Barack Obama att han var fast besluten att genomföra lagen.
USA:s representanthus diskuterade en utvidgning av lagstiftningen om hatbrott den 29 april 2009. Under debatten kallade representanten Virginia Foxx från North Carolina "hatbrott"-märkning av Shepards mord en "bluff". Foxx kallade senare sina kommentarer "ett dåligt ordval". Representanthuset godkände lagen, kallad H.R. 1913, vid en omröstning med 249 mot 175. Ted Kennedy, Patrick Leahy och en koalition av två partier introducerade lagförslaget i senaten den 28 april. Matthew Shepard Act antogs som en ändring av S.1390 genom omröstning, 63 mot 28, den 15 juli 2009.